# Campllong

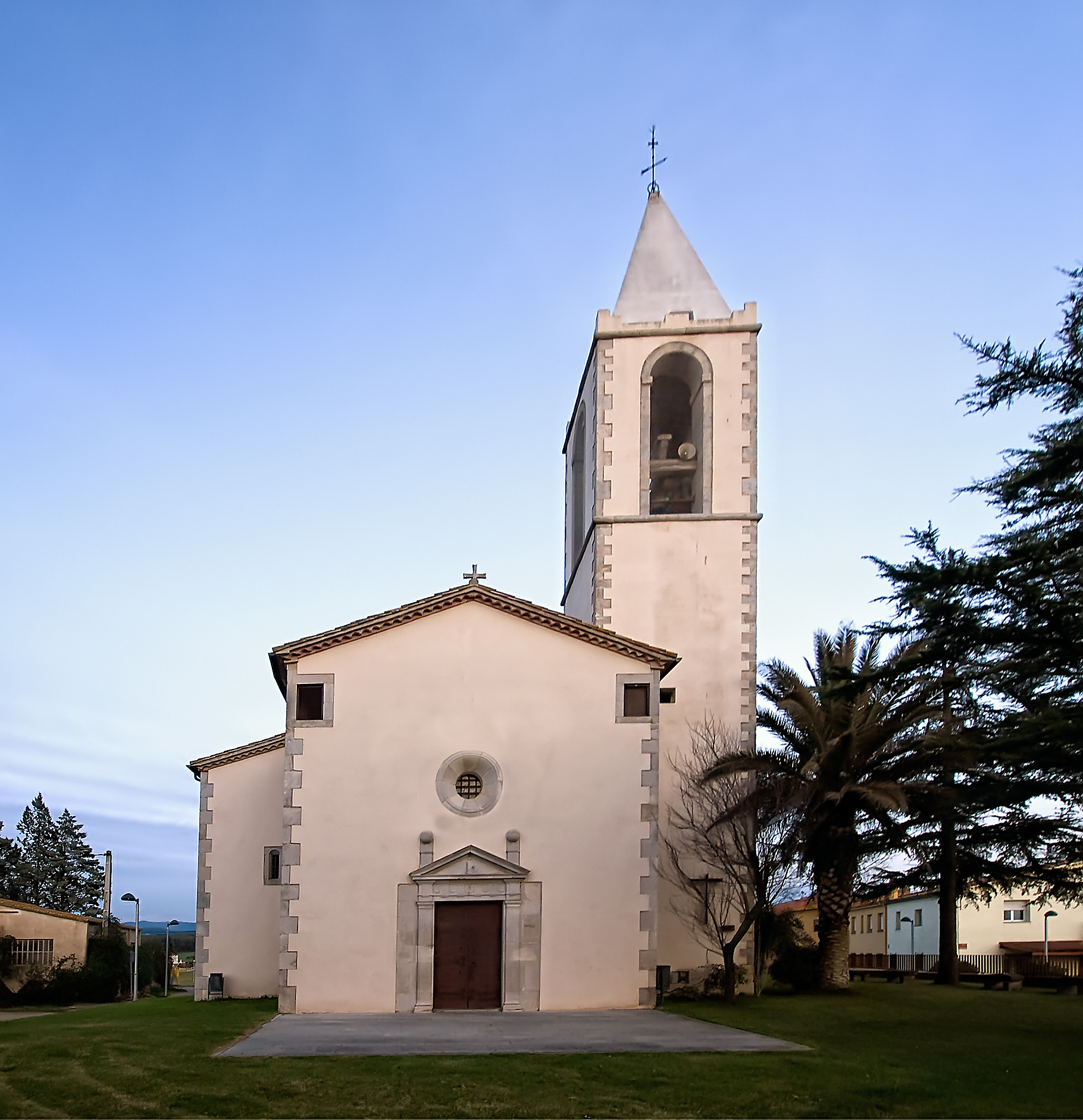
Kerk in Campllong

Campllong is een gemeente in de Spaanse provincie Girona in de regio Catalonië met een oppervlakte van 8 km². Campllong telt 516 inwoners (1 januari 2016).

## Demografische ontwikkeling
Bron: INE, 1857-2011: volkstellingen

## Geboren in Campllong
- Gerard Gumbau (18 december 1994), voetballer